# ちっちゃなフォトグラファー
「ちっちゃなフォトグラファー」は、NHKの歌番組『みんなのうた』で2002年に放送された楽曲。

## 概要
- 「なつみ」という女の子が、様々な風景を写真に撮る様子を歌った楽曲。
- テレビ東京の『ポケットモンスター』で知られる戸田昭吾とたなかひろかずにより作成。
- 歌は石川ひとみで、1982年放送の「小犬のプルー」、1995年放送の「ともだちみつけた」に次ぐ3度目の出演となった。

## 収録
CD
- NHK みんなのうた音楽集（2003 エイベックス）
- NHKみんなのうた〜レレの青い空〜（2005 日本コロムビア）
- NHKみんなのうたベスト40〜おやこでラララ♪〜（2010 日本コロムビア）

DVD
- NHK みんなのうた映像集（2003　エイベックス）